# Sällskapsdans
| Sällskapsdans |
| --- |
| Danse à la campagne (1883) av Pierre-Auguste Renoir. - Betydelse – pardans som nöje och social kontakt - Användning – möjlighet till parbildning, rörelse till musik - Exempel – bugg, foxtrot, gammaldans, salsa, tango |

Sällskapsdans är ett sätt att utöva pardans, som ett nöje och för att träffa andra människor. Sällskapsdans är det man bedriver om man "går ut och dansar". 
Etiketten för sällskapsdans varierar något mellan såväl olika länder som olika danser, men efter en eller några danser (i vissa traditioner alltid två) brukar man tacka för dansen och söka sig en ny danspartner. Alternativt kan relationen bli mer fast, med möjlighet till en längre parbildning. Sällskapsdans kan bedrivas i regi av ideella föreningar, men bedrivs oftast ute på lokal som en del av nöjeslivet.
I Sverige är de vanligaste sällskapsdanserna bugg och foxtrot, vilka ofta dansas på samma tillställningar. Utöver detta finns särskilda evenemang för dem som utövar danser som gammaldans, argentinsk och finsk tango, salsa, linedance och lindy hop. Bugg- och foxtrotkulturen är oftast mer nöjesbetonad medan övriga danser hålls vid liv i specialintresserade kretsar. Även dessa danser dansas ibland på dansrestauranger – kanske särskilt salsan  – men till stor del sköts arrangemangen om av ideella föreningar som även lär ut dansen ifråga.
I Finland dansas vanligen ett större urval danser under en dans. Vid sidan av foxtrot och bugg, vilka också är populära i Finland, dansas vals, humppa, tango, olika latinska danser (såsom salsa och cha-cha-cha) och swingdanser. Ofta spelas också några stycken av folkdanskaraktär, såsom schottis, polka och masurka. På dansrestauranger och i samband med andra evenemang (årsfester, bröllop etc.) är urvalet danser dock mindre.
Under de flesta danser på finska danspaviljonger förväntas kvinnorna vänta på att bli uppbjudna och männen bjuda upp (utom under en damernas timme då rollerna byts, och eventuellt en timme då envar får bjuda upp), och man dansar alltid två danser i följd med samma par (danslåtarna spelas parvis, så man inte överraskas av en dans man inte kan). Om männen är för få kan dock kvinnor dansa sinsemellan. Man bjuder sällan upp samma dam två gånger i rad, men kan dansa flera gånger under kvällen (och det är hövligt av en man att senare bjuda upp de damer som bjudit upp honom under damernas). På andra typer av danser kan dansetiketten vara annorlunda.